# Richard Goodwin Keats

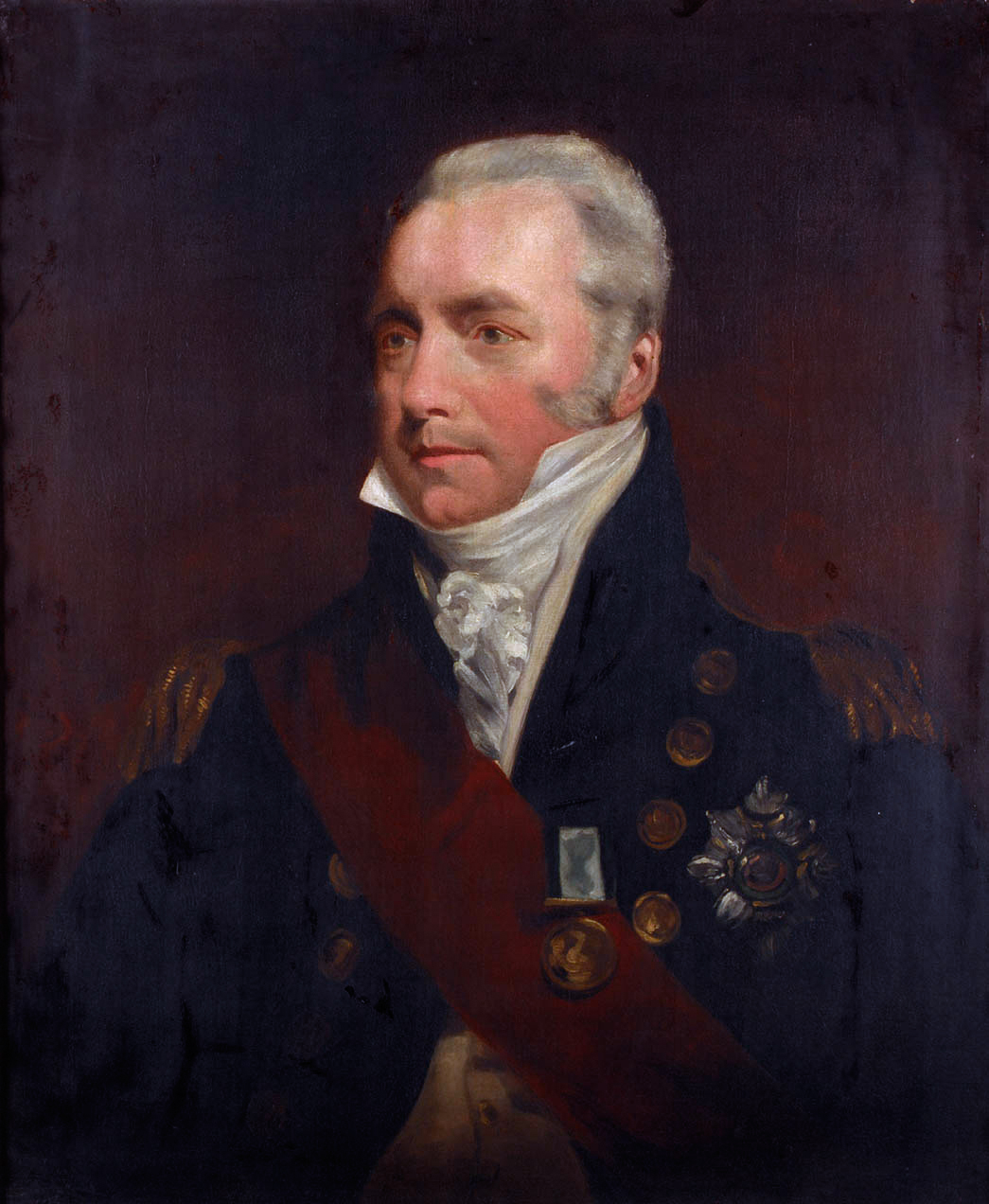
Richard Goodwin Keats

Sir Richard Goodwin Keats (* 16. Januar 1757 in Chalton, Hampshire; † 5. April 1834 in Greenwich) war ein britischer Marineoffizier zur Zeit Nelsons. Er galt als einer der besten Seeleute der Flotte und wurde wegen seiner Verdienste in zahlreichen Gefechten von Lord Nelson selbst als „Ein Juwel der Marine“ bezeichnet.

## Herkunft und frühe Karriere
Keats wurde am 16. Januar 1757 in Chalton, Hampshire, als Sohn eines Geistlichen und Schuldirektors geboren. Nach abgebrochener Priesterausbildung zog es den jungen Richard im Jahre 1770 zur Royal Navy; er diente als Offizieranwärter im Englischen Kanal und in nordamerikanischen Gewässern nacheinander auf den Schiffen Bellona (74 Geschütze), Yarmouth (60), Cambridge (80), Captain (74), Halifax, Kingfisher, Mercury (20) und Romney (50), bevor er 1777 zum Lieutenant befördert wurde.
Mit diesem Rang diente er – der Amerikanische Unabhängigkeitskrieg war ausgebrochen – auf Ramillies (74) und Prince George (98). Während dieser Zeit lernte er den Duke of Clarence (den späteren König Wilhelm IV.) als Messekameraden kennen und nahm an der Schlacht von Ushant und der Mondscheinschlacht teil. 1782 wurde Keats zum Commander befördert und kommandierte vor Nordamerika die Rhinoceros und die Bonetta (16). Nach dem Frieden von Versailles war er einige Jahre damit beschäftigt, Loyalisten umzusiedeln, und verbrachte einige Zeit auf Halbsold an Land.

## Kapitän
Im Jahre 1789 wurde Keats auf Betreiben des Duke of Clarence zum Captain befördert und übernahm das Kommando über die Fregatte Southampton (32), später die Niger (32). 1792 brach der Erste Koalitionskrieg aus, und Keats wurde für kurze Zeit Flaggkapitän des Duke of Clarence auf dem Linienschiff London (90), übernahm aber bald die Galatea (36) und war in Operationen gegen die französische Flotte im Kanal (unter anderem jagte er die französische Fregatte Andromaque auf Klippen) und mit der Landung von Royalisten beschäftigt.
Während der großen Meuterei im Spithead 1797 musste er sein Schiff verlassen und übernahm kurze Zeit später die Boadicea (38), mit der er sein seemännisches Geschick bei der Blockade von Brest bewies. 1801 übernahm er das Kommando über das Linienschiff HMS Superb (74), das ewig mit seinem Namen verbunden blieb, da er mit ihr am Zweiten Seegefecht von Algeciras am 6. Juli 1801 teilnahm, unter dem Kommando von Admiral Saumarez entscheidenden Anteil an der Verfolgung eines französisch-spanischen Geschwaders hatte und durch geschickte Aktionen der Superb die beiden mächtigen spanischen Linienschiffe Real Carlos (112) und Hermenegildo (112) dazu brachte, sich gegenseitig zu beschießen, woraufhin beide in Brand gerieten und mit fast 2000 Mann an Bord explodierten.
Während des Friedens von Amiens (1802) und nach Ausbruch der Napoleonischen Kriege (1803) blieb Keats mit der Superb im Mittelmeer und diente unter Nelson. Unter dessen Kommando verfolgte er die französische Flotte von Admiral Villeneuve über den Atlantik und zurück; da die Superb danach aber dringend reparaturbedürftig war, musste sie ins Dock in Portsmouth. Während dieses England-Aufenthaltes sprach Keats zuletzt mit Nelson und erfuhr dessen Schlachtplan für die Schlacht von Trafalgar. Da Keats mit der Superb als Flaggschiff für Admiral Duckworth bestimmt war und dessen Extravaganzen die Abreise verzögerten, verpasste Keats die Teilnahme an der Schlacht. Immerhin nahm Keats mit der Superb an Duckworths Sieg über ein französisches Geschwader vor Santo Domingo (1806) teil und wurde dafür hoch dekoriert.

## Flaggoffizier
1807 diente Keats mit der Superb in der Kanalflotte, wurde bald darauf zum Commodore befördert und setzte seine Flagge auf der Ganges (74). Mit diesem Rang nahm er an der Expedition nach Kopenhagen (1807) teil. Er hatte großen Anteil an der Vernichtung der dänischen Flotte, da er den gefährlich zu navigierenden Großen Belt blockierte. Er wurde zum Rear-Admiral befördert und setzte seine Flagge auf seinem Lieblingsschiff Superb.
Im Jahre 1808 kehrte er in die Ostsee zurück, geleitete eine britische Armee nach Schweden und verhandelte mit einem spanischen Truppenkontingent, widerwilligen Verbündeten Napoleons, bis er sie zurück in ihr Heimatland zum Kampf gegen den inzwischen zum Feind Spaniens gewordenen Napoleon geleiten konnte.
1809 nahm er an der fehlgeschlagenen britischen Expedition nach Walcheren (Schelde-Mündung) teil, diente kurz als Gouverneur von Malta, übernahm aber bald das Blockadegeschwader vor Cádiz mit Implacable (74) als Flaggschiff. Hier verteidigte er mit den Spaniern die wichtige Hafenstadt gegen eine französische Armee.
1811 wurde Keats zum Vice-Admiral befördert und wurde stellvertretender Kommandeur der Mittelmeerflotte. Wegen schlechter Gesundheit wurde er allerdings 1812 heimgeschickt, übernahm jedoch 1813 den Posten des Oberbefehlshabers der Neufundland-Station mit Bellerophon (74) als Flaggschiff.
1816 – nach Ende der Napoleonischen Kriege – kehrte er nach Großbritannien zurück, 1818 wurde er zum Major-General der Royal Marines und 1825 zum Admiral befördert. 1820 heiratete er seine Frau Mary und war von 1821 bis zu seinem Tode im Jahre 1834 Gouverneur des Veteranenhospitals in Greenwich. Keats Island ist nach ihm benannt.